# Комбуртије
Комбуртије (фр. Combourtillé) насеље је и општина у северозападној Француској у региону Бретања, у департману Ил и Вилен која припада префектури Фужер.
По подацима из 2011. године у општини је живело 585 становника, а густина насељености је износила 63,24 становника/km². Општина се простире на површини од 9,25 km². Налази се на средњој надморској висини од 115 метара (максималној 130 m, а минималној 72 m).

## Демографија
| 1962. | 1968. | 1975. | 1982. | 1990. | 1999. | 2011. |
| ----- | ----- | ----- | ----- | ----- | ----- | ----- |
| 407   | 416   | 370   | 340   | 363   | 401   | 585   |

График промене броја становника у току последњих година